# Gordon Buehrig
Gordon Miller Buehrig, född 18 juni 1904 i Mason City, Illinois, avliden 22 januari 1990 i Grosse Pointe Woods, Michigan, var en amerikansk bildesigner.
Gordon Buehrig hade arbetat för Packard, General Motors och Stutz, innan han 1929 kom till Duesenberg. Han arbetade även med övriga märken i Errett Lobban Cords företagsgrupp och ritade bland annat Auburn Speedster 1934. Hans främsta insats var Cord 810/812, en design så betydande att den hamnade på Museum of Modern Art i New York.
Buehrig gick vidare till karossbyggaren Budd Co. Därefter försörjde han sig som frilansare, innan han vid slutet av andra världskriget kom till Raymond Loewys designstudio, där han bland annat jobbade åt Studebaker. Från 1949 arbetade Buehrig för Ford Motor Company. Efter pensioneringen från Ford 1965 arbetade Buehrig som lärare i formgivning vid Art Center College of Design i Pasadena, Kalifornien.